# 気候変動に関する政府間パネル
気候変動に関する政府間パネル（きこうへんどうにかんするせいふかんパネル、英語：Intergovernmental Panel on Climate Change、略称：IPCC）は、国際的な専門家でつくる、地球温暖化についての科学的な研究の収集、整理のための政府間機構である。学術的な機関であり、地球温暖化に関する最新の知見の評価を行い、対策技術や政策の実現性やその効果、それが無い場合の被害想定結果などに関する科学的知見の評価を提供している。数年おきに発行される「評価報告書」（Assessment Report）は地球温暖化に関する世界中の数千人の専門家の科学的知見を集約した報告書であり、国際政治および各国の政策に強い影響を与えつつある。
国際連合環境計画（United Nations Environmental Programme; UNEP）と国際連合の専門機関にあたる世界気象機関（World Meteorological Organization; WMO）が1988年に共同で設立した。
気候変化に関する科学的な判断基準の提供を目的としており、地球温暖化に関する科学的知見の集約と評価が主要な業務である。数年おきに地球温暖化に関する「評価報告書」(Assessment Report)を発行するほか、特定のテーマについて特別報告(Special Report)、技術報告書(Technical Paper)、方法論報告書(Methodology Report)などを発行している。
本来は、世界気象機関（WMO）の一機関であり、国際連合の気候変動枠組条約とは直接関係のない組織であったが、条約の交渉に同組織がまとめた報告書が活用されたこと、また、条約の実施にあたり科学的調査を行う専門機関の設立が遅れたことから、IPCCが当面の作業を代行することとなり現在に至っている。IPCC自体が各国への政策提言等を行うことはないが、国際的な地球温暖化問題への対応策を科学的に裏付ける組織として、間接的に大きな影響力を持つ。アル・ゴアとともに2007年ノーベル平和賞を受賞。

## 参加者
代表者、会員の氏名は非公開である。
名称は「政府間パネル」であるが、参加者は政府関係者だけに限られず、各関連分野の科学者など専門家も参加している。
2007年の第4次評価報告書の場合、130ヵ国以上からの450名超の代表執筆者・800名超の執筆協力者による寄稿、および2500名以上の専門家による査読を経て作成されている。

## 作業部会
評価報告書の作成は、下記のような3つの作業部会(Working Group; WG)に分かれて行われている。
- 第一作業部会（WG I）：気候システム及び気候変動に関する科学的知見の評価。
- 第二作業部会（WG II）：気候変動に対する社会経済システムや生態系の脆弱性、気候変動の影響及び適応策の評価。
- 第三作業部会（WG III）：温室効果ガスの排出抑制及び気候変動の緩和策の評価。

## 知見の評価
IPCCが行う知見の評価とは、新しい調査や研究を行うのではなく、すでに発表されている論文を調査・評価を行うことである。これには現在までに得られている科学的知見の信頼性、予測内容の発生可能性、根拠となる証拠の質や量、専門家間での意見の一致度なども含まれる。また、政策決定者向けの要約(Summary for Policymakers; SPM)も同時に提供している。

## 評価報告書
数年おきに発行され、地球温暖化に関して最も多くの専門家の科学的知見を集約し、かつ国際的に広く認められた報告書となっている。気候変動枠組条約(UNFCCC)の実行に関する内容を多く含み、国際政治に強い影響を与えつつある。
IPCC第1次評価報告書(FAR)が1990年、IPCC第2次評価報告書(SAR)が1995年、IPCC第3次評価報告書(TAR)が2001年に発表されている。第4次評価報告書(AR4)は2007年のIPCC第27回総会で承認された。第5次評価報告書(AR5)は、第1作業部会の巻が2013年、第2・3作業部会の巻と統合報告書が2014年に発表された。第6次評価報告書(AR6)は、第1作業部会の巻が2021年、第2・3作業部会の巻が2022年、統合報告書が2023年に発表された。

### 第4次評価報告書
内容には下記のような科学的知見の集約結果が記述されており、結果的に地球温暖化の早急かつ大規模な緩和策の必要性を強く認識させる内容となっている。
- 「我々を取り巻く気候システムの温暖化は決定的に明確であり、人類の活動が直接的に関与している。」…人間による化石燃料の使用が地球温暖化の主因と考えられ、自然要因だけでは説明がつかないことの指摘。（第一作業部会報告書：自然科学的根拠）
- 「気候変化はあらゆる場所において、発展に対する深刻な脅威である。」…気温や水温の変化や水資源、生態系などへの影響のほか、人間の社会に及ぼす被害の予測結果についての評価。（第二作業部会報告書：影響・適応・脆弱性）
- 「地球温暖化の動きを遅らせ、さらには逆転させることは、我々の世代のみが可能な(defining)挑戦である。」…気候変動の緩和策の効果、経済的実現性と、温室効果ガスの濃度別に必要な緩和策の規模や被害等の分類などの評価。（第三作業部会報告書：気候変動の緩和策）

これらは、下記のようなスケジュールで承認・公開されている。
- 2007年1月29日〜2月1日 - 第1作業部会報告書（AR4 WG I : 自然科学的根拠）審議・承認
- 2007年4月2日〜6日 - 第2作業部会報告書（AR4 WG II : 影響・適応・脆弱性）審議・承認
- 2007年4月30日〜5月3日 - 第3作業部会報告書（AR4 WG III : 気候変動の緩和策）審議・承認
- 2007年5月4日 - IPCC第26回総会で第4次評価報告書第1〜第3作業部会報告書を最終的に承認
- 2007年11月12日〜16日 - IPCC第27回総会で統合報告書(AR4 SYN)を承認

いずれも審議の最終日もしくは翌日に報告書の内容が公表され、IPCCのサイトなどから自由に入手可能となっている。また日本語訳が気象庁、環境省、地球産業文化研究所によって提供されている（、IPCC第4次評価報告書#原典および翻訳の節も参照）。

### 第5次評価報告書
- 2013年9月30日 - 第1作業部会報告書（AR5 WG I : 自然科学的根拠）
- 2014年3月31日 - 第2作業部会報告書（AR5 WG II : 影響・適応・脆弱性）
- 2014年4月11日 - 第3作業部会報告書（AR5 WG III : 気候変動の緩和策）
- 2014年10月31日 - 統合報告書 (AR5 SYR)

### 第6次評価報告書
- 2021年8月9日 - 第1作業部会報告書（AR6 WG1 : 自然科学的根拠）
- 2022年2月28日 - 第2作業部会報告書（AR6 WG2 : 影響・適応・脆弱性）
- 2022年4月4日 - 第3作業部会報告書（AR6 WG3 : 気候変動の緩和策）
- 2023年3月20日 - 統合報告書 (AR6 SYR)

## 表現
評価報告書の"政策決定者向けの要約(SPM)"と"専門家向けの要約(TS)"では、予測内容ごとの発生確率を「可能性(likelihood)」として下記のように表記している。
- ほぼ確実（virtually certain、99－100%）
- 可能性が極めて高い（extremely likely、95－100%）
- 可能性が非常に高い（very likely、90－100%）
- 可能性が高い（likely、66－100%）
- どちらかといえば（more likely than not、50－100%）
- どちらも同程度（about as likely as not、33－66%）
- 可能性が低い（unlikely、0－33%）
- 可能性が非常に低い（very unlikely、0－10%）
- 可能性が極めて低い（extremely unlikely、0－5%）
- ほぼあり得ない（exceptionally unlikely、0－1%）

（なお一般に、危険率は5%（仮説検定#危険域の設定）、信頼限界は95%である。）
確信度(confidence; 基礎となる科学的知見の信頼性）を表すの場合は下記のように表記している。
- 確信度が非常に高い(Very high confidence、正確率 90%)」
- 確信度が高い(High confidence、正確率 80%)」
- 中位の確信度 (Medium confidence、正確率 50%)」
- 確信度が低い (Low confidence、正確率 20%)
- 確信度がかなり低い (Very low confidence、正確率 10%未満)

その他、不確実性（uncertainty; 専門家の意見の一致水準、集まっている証拠の質や量）についても判断の尺度を提供している。

## 訂正・議論等

### IPCC第4次評価報告書(AR4)に関するもの
- 2007年にAR4が発表されて以降、いくつかのミスが見つかり、訂正されている。報告書の結論には影響していないが、IPCCはより信頼性を高める努力を表明している（IPCC第4次評価報告書#訂正を参照）。
- 2009年に一部の研究者の私的なメールが盗み出され、その表現が不正の証拠だとして批判される事件が発生した。実際にはそのような不正は見つからなかったが、研究者の対応等に関する批判も見られ、IPCCは改善に取り組むことを表明している。詳細は気候研究ユニット・メール流出事件（クライメートゲート事件）を参照。

### 予測の精度
気候変動懐疑論者は、IPCCは気候変動を実際より過大に予測していると主張している。実際には、IPCCは気候変動に関する科学的コンセンサスを記述したものであり、また執筆者が科学者の行動規範を遵守するため、IPCCは気候変動を実際より過小評価しやすいと気候学者はみなしている。